# 마를리
마를리(프랑스어: Marly)는 스위스 프리부르주 사린구에 있는 자치시이다. 독일어 이름은 메르텐라흐(Mertenlach)이며, 여전히 지역에서 사용되지만 더 이상 일반적이지 않다. 1970년 마를리-르-그랑(Marly-le-Grand)과 마를리-르-쁘띠(Marly-le-Petit)가 합병했고, 1976년 쉐잘(Chésalles)의 이전 시정촌이 추가되면서 형성되었다.

## 역사
마를리 시 지역은 매우 일찍 거주한 흔적을 찾을 수 있다. 신석기 시대와 할슈타트 시대의 정착 흔적이 발견되었다. 로마 시대부터 적어도 4개 영지의 유적이 보존되었다.
마를리는 marlensi에서와 같이 1055년에 처음 언급되었다. 이후 Marliei(1134), Marllie(1228), Marlie (1240), Mallie (1251), Mallye (1270), Marliez (1453), Marlye (1476) 및 Maillié (1479)라는 명칭이 등장했다. Mertellach (1466)는 이 시에서 발견되는 최초의 독일어 흔적이다. 장소 이름은 갈로로마인 가문의 이름인 Martilius로 올라간다.
중세 시대 마를리는 영주로서 Arconciel의 영주에게 종속된 자체 영토의 중심을 형성했다. 늦어도 1442년까지 이 마을은 프라이부르크의 지배를 받았고 부르크패너(Burgpanner)에게 할당되었다. 앙시앵 레짐(1798)이 붕괴된 후 마를리는 헬베티아 공화국 기간 동안 프리부르 지역에 속했으며, 이후 새로운 주 헌법으로 1848년 자네 지역에 통합되었다.
1950년경부터 산업 발달과 함께 급격한 인구 증가가 시작되었다. 1970년 2월 1일부터 이전에 독립적이었던 마를리-르-그랑(Marly-le-Grand)과 마를리-르-쁘띠(Marly-le-Petit)가 병합되어 마를리 지자체가 되었다. 1976 년 1월 1일에 쉐잘(Chésalles) 마을도 마를리에 통합되었다.

## 지리

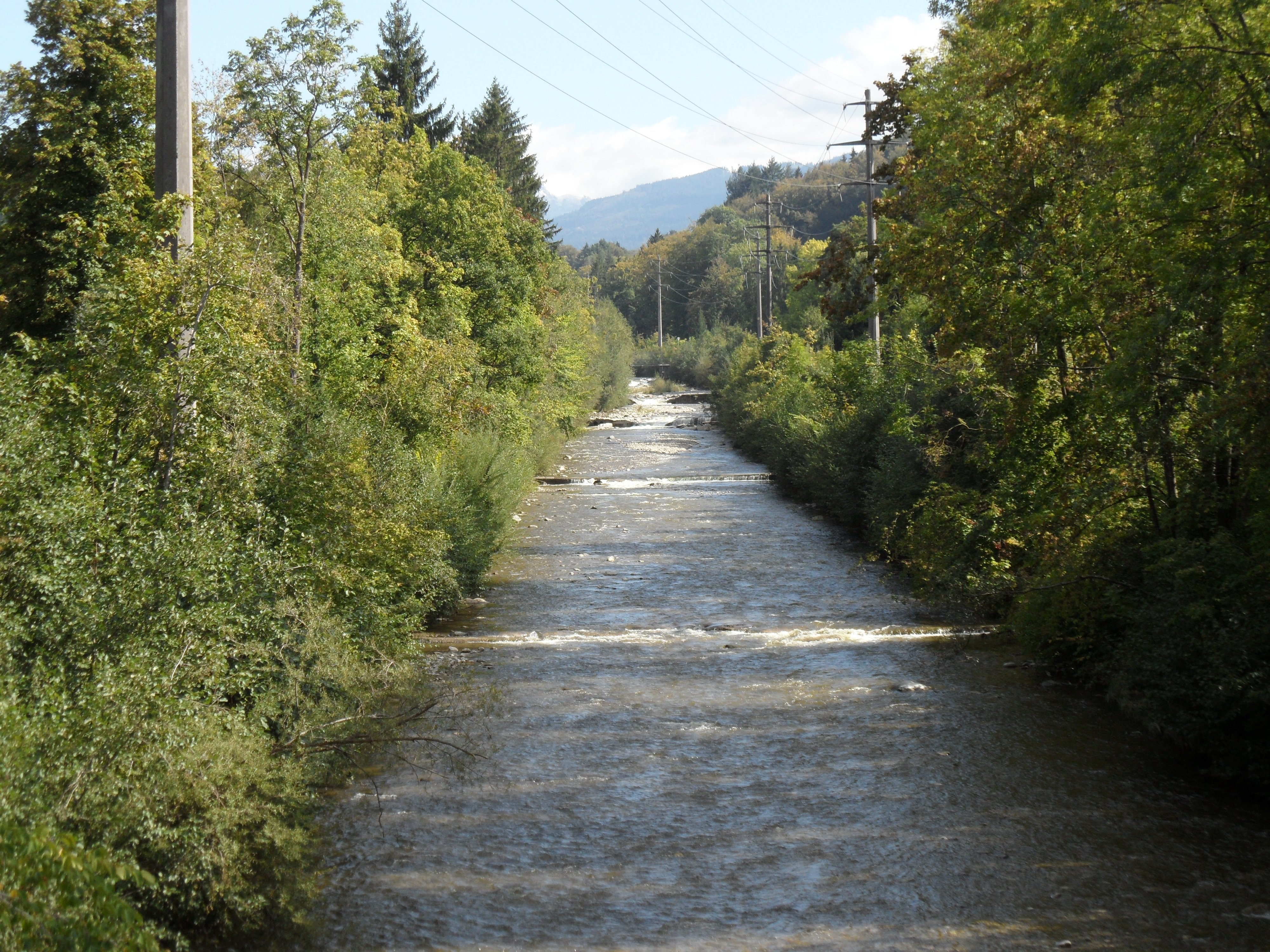
마를리의 제린강

마를리의 면적은 2009년 기준으로 7.7k㎡이다. 이 면적 중 2.71k㎡ (35.2%)가 농업 목적으로 사용되는 반면 2.26k㎡ (29.4%)는 산림이다. 나머지 토지 중 2.37k㎡ (30.8%)가 정착(건물 또는 도로), 0.33k㎡ (4.3%)가 강 또는 호수이며, 0.01k㎡이다. 또는 0.1%는 비생산적인 토지이다.
건축면적 중 공업용 건물이 전체 면적의 4.2%, 주택과 건물이 17.1%, 교통 기반시설이 6.4%를 차지했다. 전력 및 수자원 기반시설 및 기타 특별 개발 지역은 면적의 1.3%를 구성하고 공원, 녹지대 및 스포츠 필드는 1.8%를 구성한다. 숲이 우거진 토지 중 전체 토지의 27.5%는 숲이 우거져 있고 1.8%는 과수원이나 작은 나무 군락으로 덮여 있다. 농경지의 19.2%는 작물 재배에 사용되며 15.8%는 목초지이다. 시정촌의 모든 물은 흐르는 물이다.
시정촌은 제린강(Gérine)에서 프리부르 남쪽으로 5km 떨어진 사린구에 있다. 그곳은 산업도시이자, 지역 중심지이다. 마를리-르 그랑(Marly-le Grand), 마를리-르 쁘띠(Marly-le Petit) 및 쉐잘(Chésalles)의 마을로 구성된다.

## 인구통계

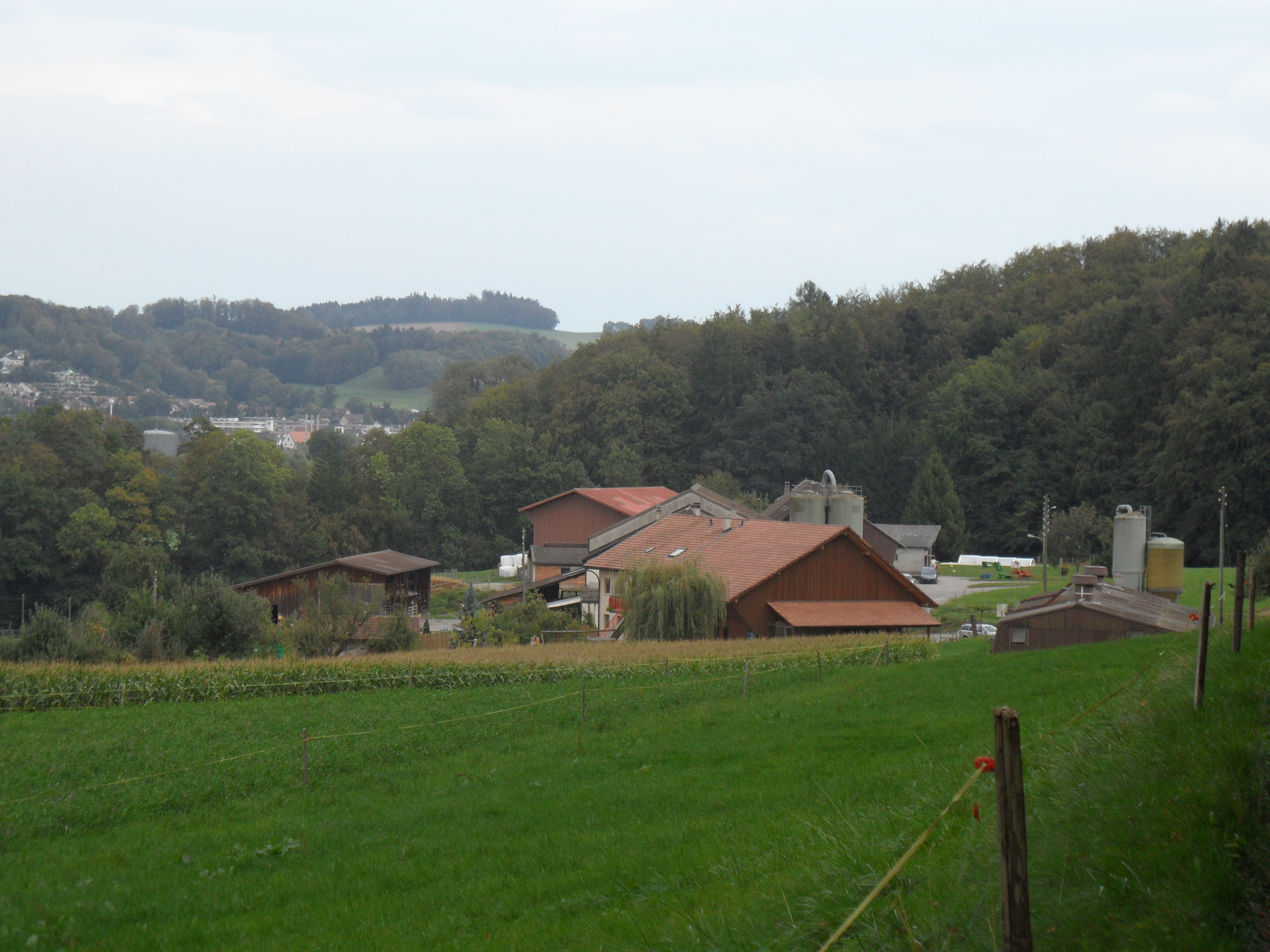
쉐잘 마을

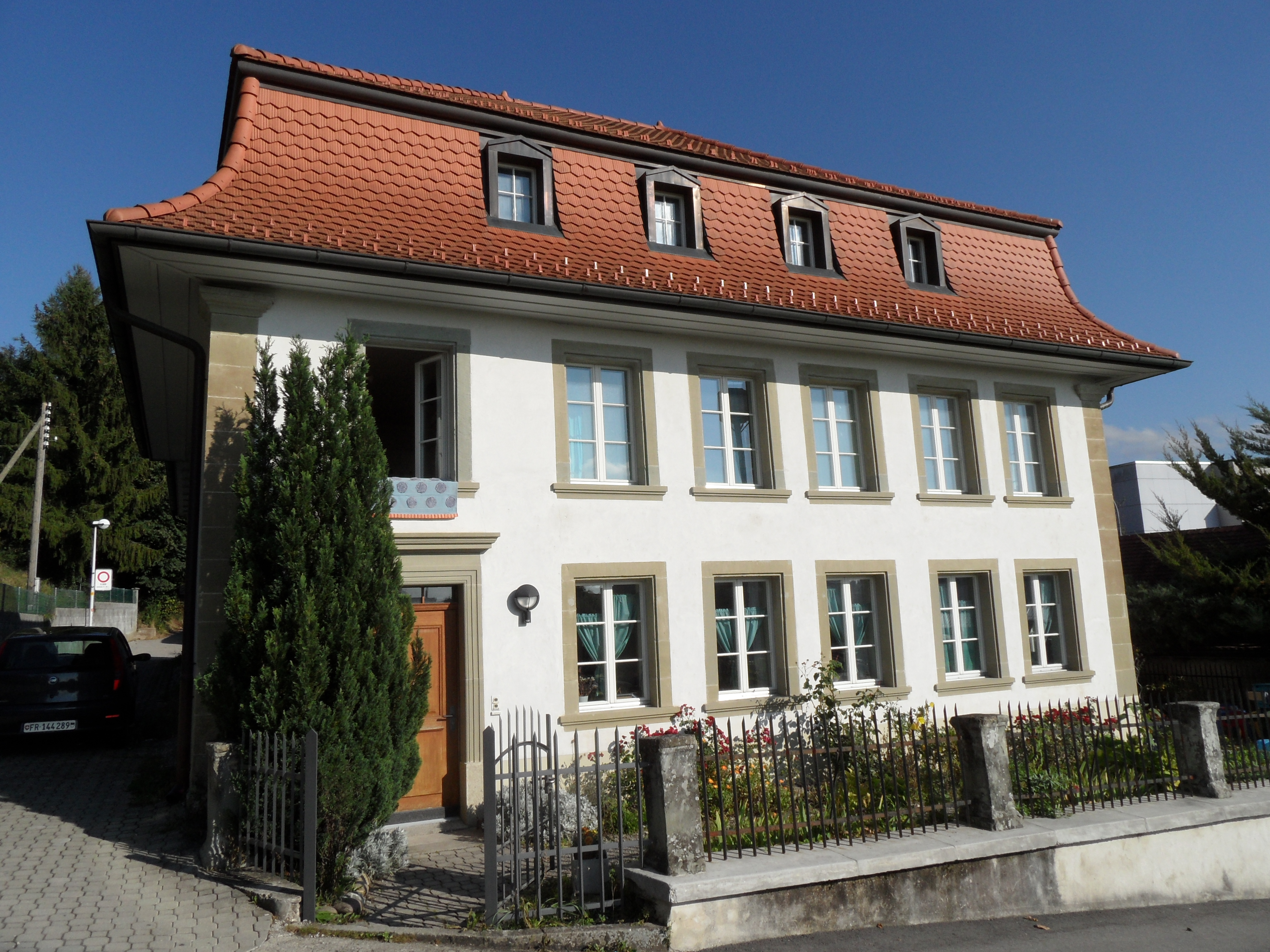
마를리의 주택

2020년 12월 기준, 마를리의 인구는 8,222명이다. 2008년 기준으로 인구의 22.5%가 거주하는 외국인이다. 2000년부터 2010년까지, 지난 10년 동안 인구는 12.4%의 비율로 변화했다. 이민은 3.3%, 출생과 사망은 6.1%를 차지했다.
2000년 기준, 인구 대부분인 5,262명(73.2%)이 프랑스어를 모국어로 사용하고, 독일어가 1,243명(17.3%)으로 두 번째로 많이 사용하고, 이탈리아어가 151명(2.1%)으로 세 번째로 사용된다. 로만슈어를 구사하는 사람도 10명이 있었다.
2008년 기준으로 인구는 남성 48.8%, 여성 51.2%이다. 인구는 2,783명의 스위스 남성(인구의 36.3%)과 960명(12.5%)의 비스위스계 남성으로 구성되었다. 스위스 여성은 3,086명(40.2%), 비스위스계 여성은 846명(11.0%)이었다. 시정촌 인구 중 1,647명(약 22.9%)이 마를리에서 태어나 2000년에 그곳에 살았다. 같은 주에서 태어난 2,641명(36.8%)이 있었고, 스위스 다른 곳에서 태어난 1,298명(18.1%)이 있었다. 1,398명(19.5%)이 스위스 이외의 지역에서 태어났다.
2000년 기준으로 아동·청소년(0~19세)이 25.1%, 성인(20~64세)이 64.4%, 노인(64세 이상)이 10.5%를 차지하고 있다.
2000년 기준으로 시정촌에 미혼이거나 독신인 사람은 3,133명이다. 기혼자는 3,402명, 미망인은 293명, 이혼한 사람은 356명이었다.
2000년 기준으로 시정촌의 민간가구는 2,801세대로 가구당 평균 2.5명이다. 1인 가구는 808가구, 5인 이상 가구는 219가구였다. 2000 년에는 총 2,747채(전체의 90.8%)가 상설 임대되었으며, 203채(6.7%)가 계절적 임대, 75채(2.5%)가 비어 있었다. 2009년 기준 신규 주택 건설률은 인구 1000명당 1.7세대였다. 2010년 시정촌 공실률은 1.3%였다.
역사적 인구는 다음 차트에 나와 있다.

### 종교

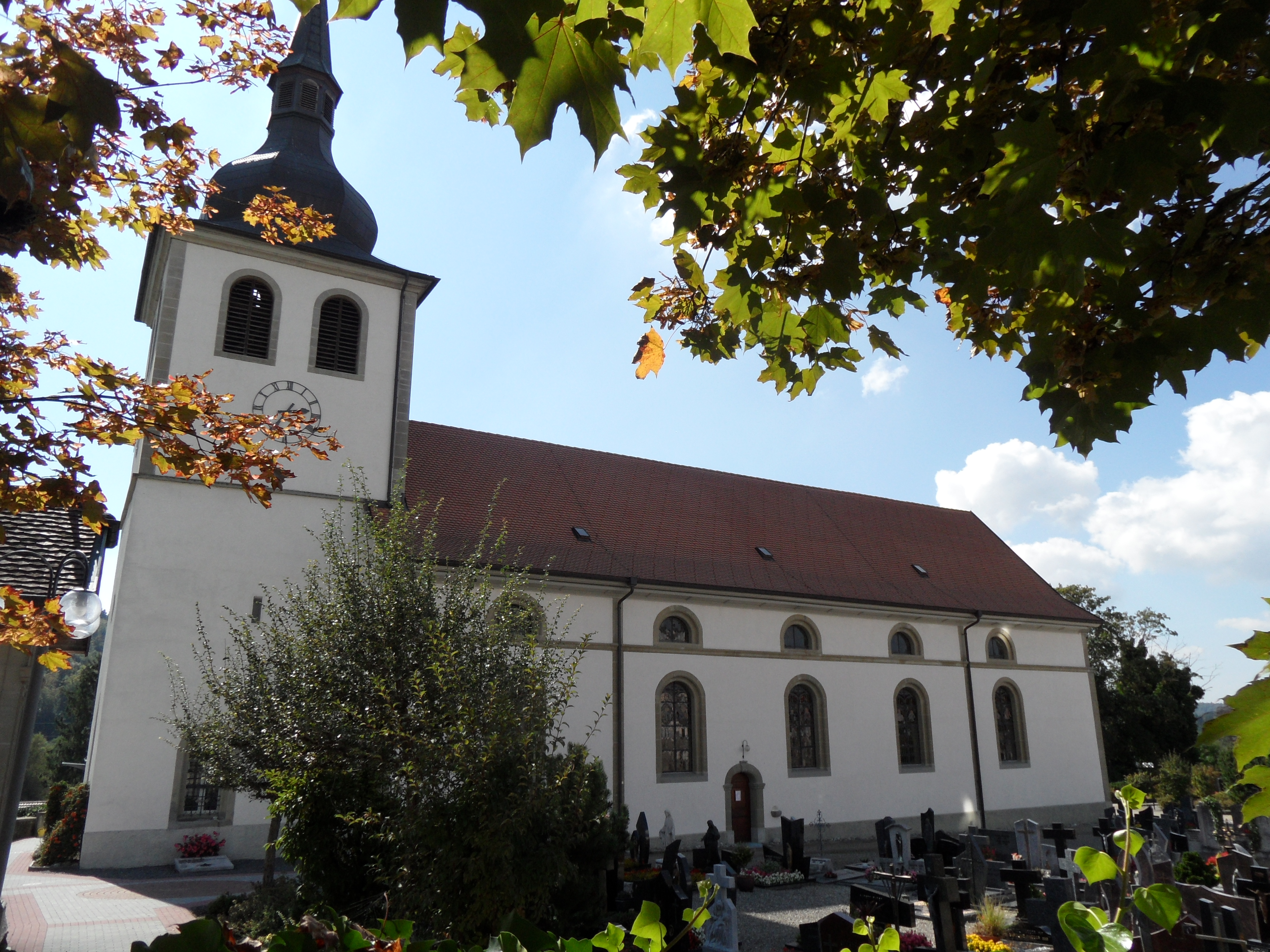
마를리의 교회

2000년 인구 조사에 따르면 5,289명(73.6%)이 로마 가톨릭 신자이고, 645명(9.0%)이 스위스 개혁 교회에 속해 있다. 나머지 인구 중 정교회 교인은 97명(인구의 약 1.35%), 천주교 교인은 6명(인구의 약 0.08%)이었다. 다른 기독교 교회에 속한 개인은 96명(인구의 약 1.34%). 유대인은 10명(인구의 약 0.14% )이었고, 이슬람교도는 273명(인구의 약 3.80%)이었다. 불교도는 29명, 힌두교인은 11명이 있었고, 다른 교회에 속한 5인이 있었다. 502명(인구의 약 6.99%)은 교회에 속하지 않고, 불가지론자 또는 무신론자이며, 264명(인구의 약 3.67%)은 질문에 대답하지 않았다.

## 정치
2011년 연방 선거에서 가장 인기 있는 정당은 득표율 33.1%를 얻은 SPS였다. 다음으로 가장 인기 있는 세 정당은 SVP (19.1%), CVP (17.6%), FDP (8.9%)였다.
SPS는 마를리에서 2007년 2위(26.6%)에서 1위로 올라섰다. SVP는 2007년 3위(18.8%)에서 2011년 2위, CVP는 2007년 1위(27.0%)에서 세 번째와 FDP는 거의 같은 인기를 유지했다(2007년 9.6%). 이번 총선에서 총 2,329표가 나왔고, 그중 30%(1.3%)가 무효였다.

## 경제
2010년 기준으로 마를리의 실업률은 4%였다. 2008년 현재 1차 경제 부문에 24명이 고용되어 있으며, 이 부문에 약 11개 기업이 참여하고 있다. 727명이 2차 부문에 고용되었고, 이 부문에 47개의 기업이 있었다. 1,429명이 3차 부문에 고용되었으며, 이 부문에는 183개의 기업이 있다. 시정촌 주민은 3,601명으로 일정 정도 고용되었으며, 그중 여성이 전체 노동력의 45.5%를 차지했다.
2008년에 정규직에 상응하는 총 일자리 수는 1,812개였다. 1차 부문의 일자리 수는 19개였으며, 모두 농업에 있었다. 2차 부문의 일자리 수는 689개였으며, 그중 488개(70.8%)가 제조업에, 195개(28.3%)가 건설에 종사했다. 3차 부문의 일자리는 1,104개였다. 3차 부문에서; 427개(38.7%)는 도소매 또는 자동차 수리업, 36개(3.3%)는 상품의 이동 및 보관, 65개(5.9%)는 호텔 또는 레스토랑, 3개(0.3%)는 정보 산업에 종사했다. 51개(4.6%)가 보험 또는 금융 산업, 116개(10.5%)가 기술 전문가 또는 과학자, 98개(8.9%)가 교육, 195개(17.7%)가 의료 분야였다.
2000년 기준 자치단체로 통근하는 근로자는 1,560명, 출퇴근자는 2,619명이었다. 지자체는 근로자의 순수출 지자체로, 1명이 전입할 때 약 1.7명의 근로자가 지자체를 전출하고 있다. 근로 인구의 19.5%가 출퇴근을 위해 대중교통을 이용했고, 62.8%가 자가용을 이용했다.

## 교육
마를리에서는 인구의 약 2,341명(32.6%)이 비의무 고등교육을 이수했으며, 1,223명(17.0%)이 추가 고등교육(대학 또는 응용학문대학)을 마쳤다. 고등교육을 이수한 1,223명 중 56.8%가 스위스 남성, 25.9%가 스위스 여성, 10.2%가 비스위스계 남성, 7.0%가 비스위스계 여성이었다.
프리부르주의 학교 시스템은 1년의 의무가 아닌 유치원, 6년의 초등학교를 제공한다. 이후 3년 동안의 의무적 중학교 과정을 거쳐 학생들을 능력과 적성에 따라 구분한다. 중학교 이하 학생들은 3년 또는 4년제 고등학교에 진학할 수 있다. 상급 중학교는 체육관(대학준비)과 직업 프로그램으로 나뉜다. 상위 중등 프로그램을 마친 후 학생들은 고등학교에 다니거나 견습과정을 계속할 수 있다.
2010-2011학년도 동안 마를리에는 총 1,096명의 학생이 56개 학급에 다녔다. 지자체의 총 1,335명의 학생이 지자체 또는 외부 학교에 다녔다. 시정촌에는 총 68명의 학생이 있는 4개의 유치원 수업이 있었다. 지자체에는 24개의 초등 학급과 448명의 학생이 있었다. 같은 해에 총 570명의 학생이 있는 27개의 중학교가 있었다. 중고등학생이나 직업수업은 없었지만, 다른 지자체에서 수업을 들은 중고등학생은 216명, 실업계고 학생은 183명이었다. 지자체에는 10명의 전문 고등 교육 학생과 함께 1개의 특별 고등 교육 학급이 있었다.
2000년 기준으로 마를리에는 다른 시정촌에서 온 299명의 학생이 있었고, 716명의 주민이 시외 학교에 다녔다.